# Hertmannsweiler

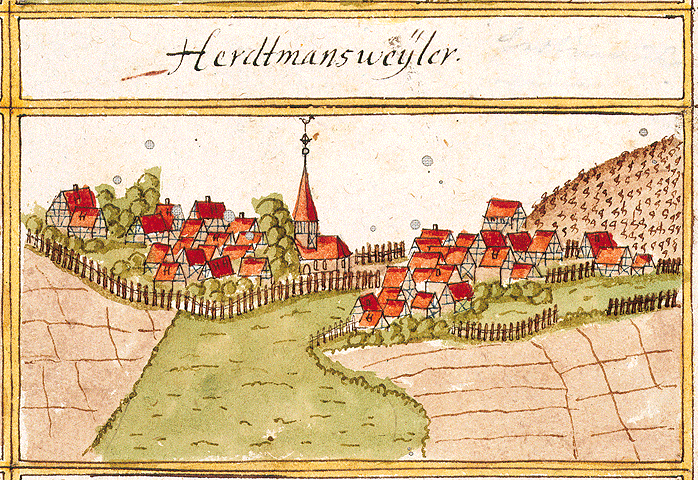
Hertmannsweiler im 17. Jahrhundert

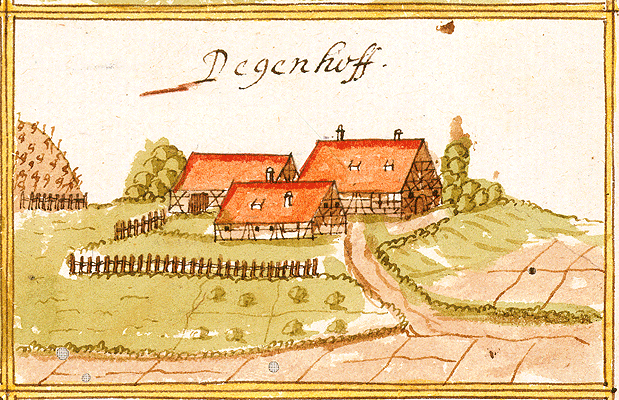
Degenhof

Hertmannsweiler ist ein Ortsteil der Stadt Winnenden im Rems-Murr-Kreis in Baden-Württemberg. Das örtliche Wappen zeigt in Silber auf grünem Boden einen laubbekränztern, laubbeschürzten Wilden Mann mit einer schwarzen Keule. 

## Geschichte
Der Ort wurde 1444 als Hertmannswiller erstmals erwähnt. Der Ort gehörte bereits zu Württemberg und war dem äußeren Gericht des Amtes Winnenden zugeordnet.
Mit Unterstützung der Stadt Winnenden legte das Landesamt für Denkmalpflege Baden-Württemberg in den Jahren 2009 und 2010 in Hertmannsweiler eine steinzeitliche Dorfanlage aus der Zeit um etwa 4500 v. Chr. frei, die in der mittleren Phase der Jungsteinzeit, der so genannten Rössener Kulturstufe entstand.
Die Siedlung bestand aus einfachen, in Holz- und Lehmfachwerk erbauten Rechteckhäusern. Ferner fanden sich Spuren von Vorratsgruben und Ofenanlagen, interessanterweise jedoch keine Brunnen, wie sie anderswo aus der Jungsteinzeit bereits belegbar sind. Von besonderem Interesse ist auch die Tatsache, dass die auf einem flachen Höhenrücken gelegene Dorfanlage zumindest zeitweise von mächtigen, durchgehenden Palisaden geschützt gewesen war. Diese mit erheblichem Aufwand errichtete Befestigung kann als Beleg für eine äußere Bedrohung gelten, vor der sich die Dorfbewohner schützen wollten. Offenbar nur zwei oder drei Generationen lang lebten hier Familien von Ackerbau und Viehhaltung und töpferten einfache Keramikgefäße, fertigten aber auch komplizierte Werkzeuge aus Feuerstein oder Felsgeröll an. Ihre Toten bestatteten sie in unmittelbarer Nähe zum Dorf in Hockergräbern, von denen eines ausgegraben werden konnte.
Bei weiteren Grabungen 2018 auf demselben Areal haben Archäologen rund 6500 Jahre alte Tonscherben, aus der Jungsteinzeit ausgegraben. Diese sind zum Teil mit aufwendigen Ornamentenverziert, mit deutlichen Gravuren versehen und belegen, dass hier das erste nachweisbare „Gewerbegebiet“ Winnendens angesiedelt war.

### Zweiter Weltkrieg
Am 21. April 1945 kam es in Hertmannsweiler zu einem Gefecht zwischen Truppen der US-Armee und Soldaten der Deutschen Wehrmacht. Dabei wurde ein US-Panzer durch ein getarntes deutsches Geschütz zerstört, wobei die Besatzung getötet wurde. Weiterhin beschossen Geschütze der Deutschen von Hertmannsweiler aus Backnang. Dabei wurden drei deutsche Zivilisten getötet.

## Politik
Liste der Schultheißen und Bürgermeister (unvollständig):
- 1809: Johann Georg Pfleiderer[3]
- 1913: Gottlieb Widmann[4]

## Lage und Verkehrsanbindung
Hertmannsweiler liegt nordöstlich der Kernstadt Winnenden an der Landesstraße L 1120. Die B 14 verläuft westlich. Südlich fließt der Buchenbach.

## Sehenswürdigkeiten
In der Liste der Kulturdenkmale in Winnenden sind für Hertmannsweiler zwei Kulturdenkmale aufgeführt:
- die evangelische Pfarrkirche (Im Biegel 10)
- ehemalige Rotebühlkelter (nördlich außerhalb von Hertmannsweiler in Solitärlage stehend; bezeichnet 1599, 1910 erneuert)

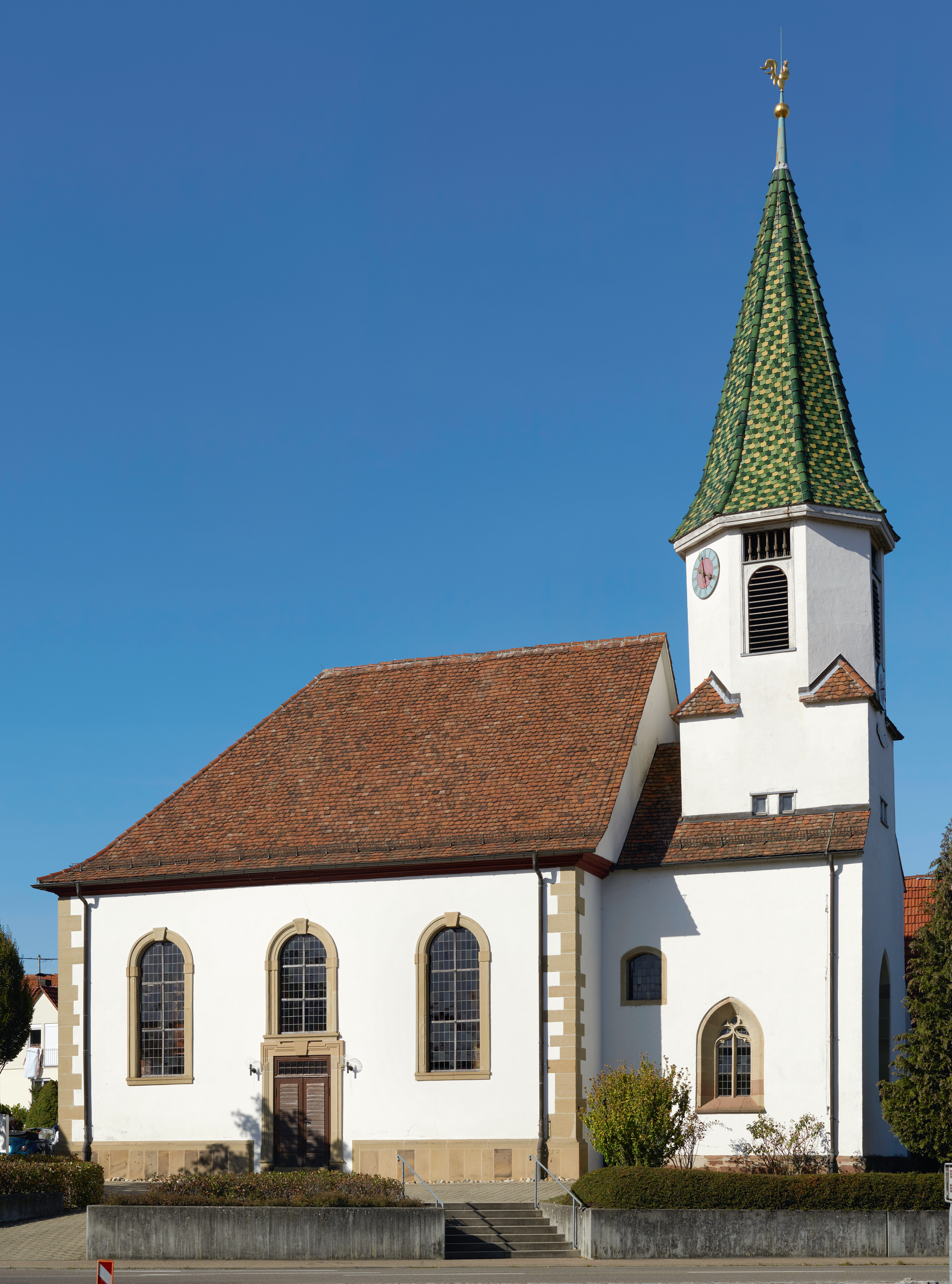
evangelische Pfarrkirche (2018)
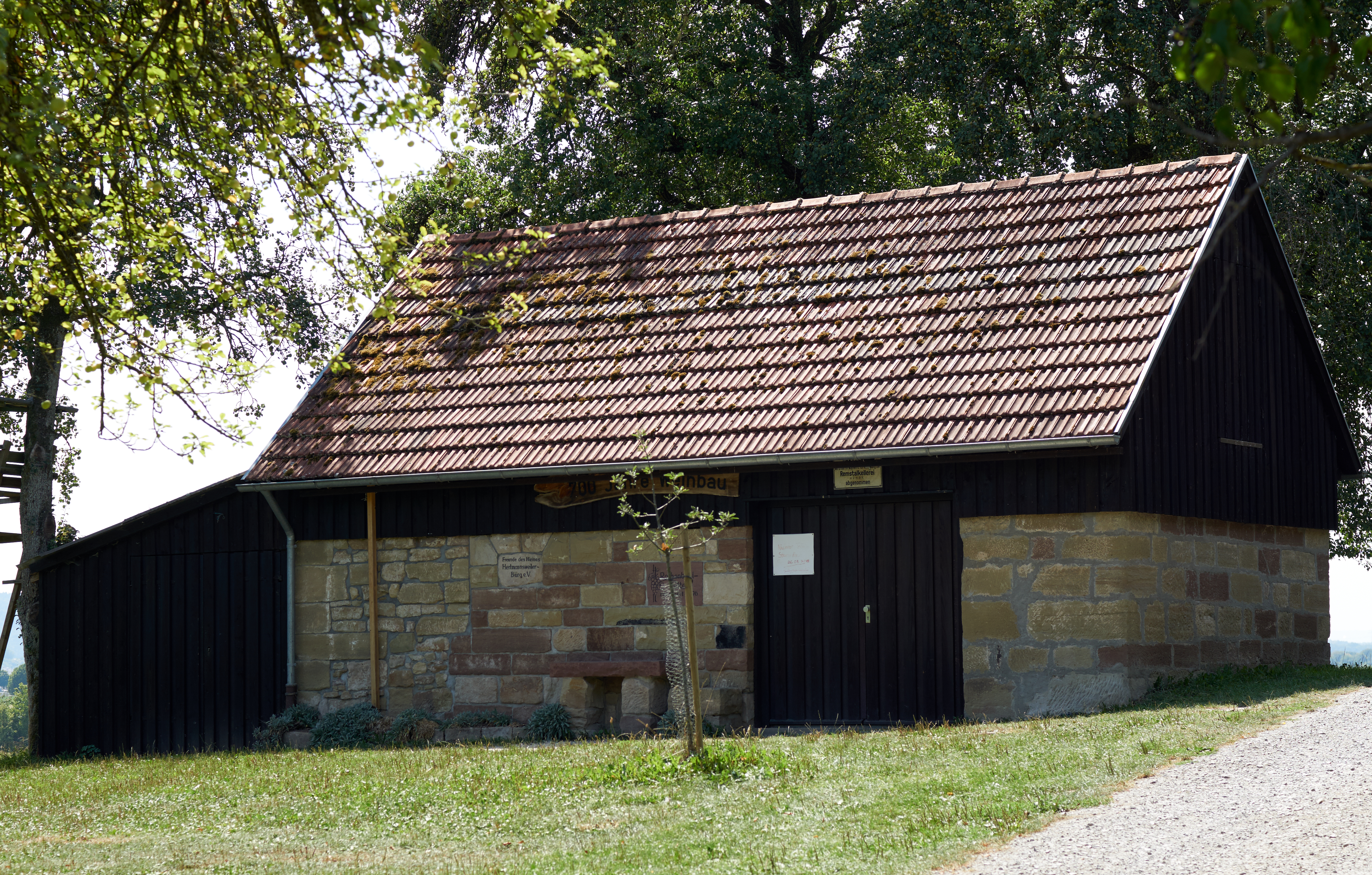
Ehemalige Rotebühlkelter (2018)